# Marian Mrozek
Marian Mrozek (ur. 1953) – polski matematyk, profesor nauk matematycznych. Specjalizuje się w dynamice topologicznej, dynamice i topologii obliczeniowej, algorytmice układów ciągłych oraz w programowaniu. Profesor zwyczajny Katedry Matematyki Obliczeniowej Instytutu Informatyki i Matematyki Komputerowej Wydziału Matematyki i Informatyki Uniwersytetu Jagiellońskiego.

## Życiorys zawodowy
Matematykę ukończył na Uniwersytecie Jagiellońskim w 1977, gdzie następnie rozpoczął pracę naukową. Stopień doktorski uzyskał w 1982 broniąc pracy przygotowanej pod kierunkiem prof. Stanisława Sędziwego. Habilitował się w 1990 na podstawie oceny dorobku naukowego oraz rozprawy pt. O indeksie Conley'a. Tytuł naukowy profesora nauk matematycznych został mu nadany w 1999. Poza macierzystym Uniwersytetem Jagiellońskim wykłada także jako profesor w Wyższej Szkole Biznesu – National-Louis University w Nowym Sączu (od 1997).
Swoje prace publikował w takich czasopismach jak m.in. „Transactions of the American Mathematical Society”, „Computers & Mathematics with Applications”, „Physical Review Letters”, „Topology and its Applications", „Journal of Differential Equations" oraz „Foundations of Computational Mathematics”. 
Członek Polskiego Towarzystwa Matematycznego. W 1996 „za prace z dziedziny układów dynamicznych" uhonorowany nagrodą im. Wacława Sierpińskiego. Laureat nagrody im. Hugona Steinhausa za rok 2023, którą otrzymał „za całokształt działalności i wkład w metody obliczeniowe znajdujące zastosowanie do analizy dużych zbiorów danych oraz do badania ciągłych układów dynamicznych, ze szczególnym podkreśleniem rozwiązań zawartych w bibliotece oprogramowania CAPD".
Promotor 14 doktoratów, m.in. Piotra Zgliczyńskiego oraz Daniela Wilczaka.